# Sereno Sammónico
Quintus Serenus Sammonicus (... -212) fue un erudito romano y tutor de Geta. Fue también autor de un poema didáctico médico titulado De medicina præcepta y del que no se conocen versiones completas.

## Biografía
No hay muchos datos acerca de la vida de Quintus Serenus Sammonicus. Vivió en el siglo II y a principios del siglo III. Se sabe que fue asesinado por orden del emperador Caracalla junto a otros partidarios de Geta, a finales del año 211 o en el 212. La principal fuente en la que se habla de él es la Historia Augusta.
Escribió también una obra titulada De rebus conditis. En ella transcribía varias fórmulas religiosas antiguas con carácter enciclopédico. Estas procedían de los poemas a las Furias Antias y de la Lex Fannia. También versaba sobre algunas costumbres del pueblo romano. Se dice que tenía una biblioteca compuesta por 62 000 volúmenes. No obstante, según Ronald Syme, el tamaño de la biblioteca de Serenus Sammonicus es una de las muchas invenciones que abundan en la Historia Augusta.

## De medicina præcepta

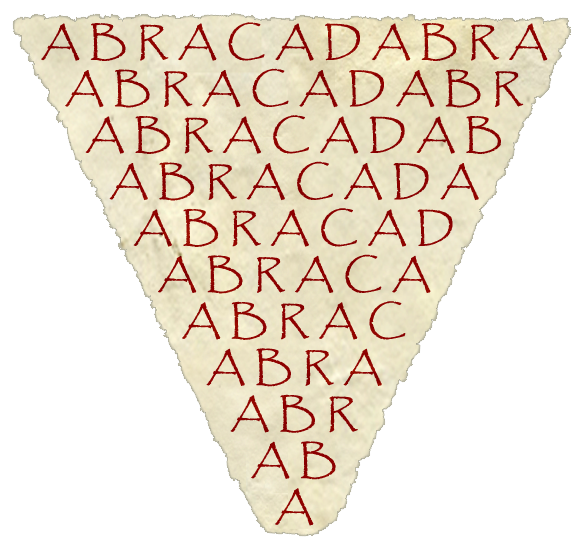
Sereno Sammónico prescribió el uso del abracadabra como un amuleto contra la fiebre.

El poema De medicina præcepta consta de 1115 hexámetros dactílicos divididos en sesenta y cuatro capítulos. Está precedido por un prefacio en el que se invoca a Apolo y a Esculapio. A través de los versos se recopilan varios remedios populares, muchos de ellos tomados de Plinio el Viejo. Otros están basados en plantas medicinales de Dioscórides y en varias fórmulas mágicas, entre ellas el célebre abracadabra.
Los tratamientos se ordenan globalmente a capite ad calcem («de la cabeza a los pies»). El poema termina con una descripción del famoso antídoto de Mitrídates VI. Al parecer, el autor no apreciaba a los médicos y en el prefacio se propone dar remedios sencillos y baratos para ahorrar a sus lectores los gastos con los profesionales. Además, en varias ocasiones relata su experiencia con los tratamientos que propone.

### Dudas sobre la autoría
Se sabe de al menos dos personas con el mismo nombre, padre e hijo, y no está claro a quién debe atribuirse la composición del poema. El padre, un famoso erudito de su tiempo, fue, según la Historia Augusta, condenado a muerte en el 212 por orden de Caracalla, ya que era partidario de su hermano Geta, asesinado poco antes. Por otra parte, el hijo habría sido amigo de Gordiano I y tutor de Gordiano II y falleció en el año 220.

## Influencia posterior
Arnobio de Sicca y Servio utilizaron los conocimientos recopilados por Sammonicus para sus propios fines. Macrobio utilizó secciones suyas para sus Saturnales y lo consideró «el erudito de su siglo» (vir sæculo suo doctus). Su trabajo debió de ser conocido por Sidonio Apolinar.
Para Edward Champlin, «su fama póstuma y la forma de su muerte dan a entender que era una persona relevante en la sociedad y en la literatura». E incluso «se podría suponer que era la figura central de las letras latinas de su tiempo».